# Стружево (Мазовецьке воєводство)
Стружево (пол. Stróżewo) — село в Польщі, у гміні Залуський Плонського повіту Мазовецького воєводства.
Населення — 287 осіб (2011).
У 1975-1998 роках село належало до Цехановського воєводства.

## Демографія
Демографічна структура станом на 31 березня 2011 року:
|          | Загалом | Допрацездатний вік | Працездатний вік | Постпрацездатний вік |
| -------- | ------- | ------------------ | ---------------- | -------------------- |
| Чоловіки | 146     | 32                 | 100              | 14                   |
| Жінки    | 141     | 29                 | 83               | 29                   |
| Разом    | 287     | 61                 | 183              | 43                   |